# Patricia O’Callaghan
Patricia Mary O'Callaghan (1970. október 2.) klasszikus képzettségű kanadai szoprán énekesnő. Nemzetközi hírnevét leginkább kortárs operák, XX. század eleji kabarédalok és Leonard Cohen dalainak előadásával alapozta meg. Tizenévesen nem tudta eldönteni, hogy apáca akar-e lenni, vagy inkább rocksztár, így szerzett végül operaénekesi képesítést.

## Élete
Az Ontario állambeli Drydenben született, ír katolikus származású családból, gyermekkorát különböző észak-kanadai városokban töltötte. Visszaemlékezése szerint éppen Mexikóban volt cserediák, amikor eldöntötte, hogy fiatalkori ambíciói helyett – amikor a rocksztári karrier és az apácakolostori élet között hezitált –, e törekvéseit egyesítve operaénekesnek fog tanulni. Zenei tanulmányait a torontói egyetemen és Albertában végezte.

## Pályája
Első lemeze, a Youkali 1997-ben jelent meg, ezen Kurt Weill, Erik Satie és Francis Poulenc dalait énekelte. Ezt követte az 1999-es kiadású Slow Fox, rajta Leonard Cohen Hallelujah című dalával. Ezzel egy nagyszerű sorozat vette kezdetét, hiszen ettől kezdve Cohen számos művét dolgozta fel és adta elő sajátságos interpretációjában.
Következő lemeze a Real Emotional Girl (2001) volt, Kurt Weill, Leonard Bernstein, Bob Dylan és mások szerzeményeivel, köztük olyan, nagyszerű dalokkal, mint az I’m Your Man, a Take this Waltz és az A Singer Must Die (Cohen), vagy a Stay Well (Weill). 2004-ben adta ki következő lemezét, Naked Beauty címmel.
2011-ben a Gryphon Trio nevű kanadai kamarazenei együttessel adott ki újabb lemezt Matador: The Songs of Leonard Cohen címmel, amely egy kritikusának megállapítása szerint több szempontból is jobb munka volt, mint a Cohen emlékére 1987-ben kiadott emlékalbum Jennifer Warnestól. Egy másik kritikus, Jon O'Brien véleménye szerint – amit az AllMusic zenei portálon tett közzé – az album „kecses és tiszteletteljes hódolat egy igazi zenei ikon előtt, mely megerősíti O'Callaghan pozícióját, úgy, mint Cohen egyik leghitelesebb tolmácsolója”.

## Diszkográfia
- 1997 – Youkali (Marquis)
- 1999 – Slow Fox (Marquis)
- 2000 – A Fine Line: Arias és Lieder (Don Byron) (Blue Note)
- 2001 – Real Emotional Girl (Marquis)
- 2004 – Naked Beauty (Marquis)
- 2007 – Constantinople (Christos Hatzis) (Analekta)
- 2011 – Broken Hearts & Madmen (Gryphon Trio) (Analekta)
- 2011 – Matador: The Songs of Leonard Cohen (Marquis)